# Alexander Rumpf (dirigente)
Alexander Rumpf (1958 em Stuttgart) é um maestro alemão.

## Vida e trabalho
Alexander Rumpf nasceu em Stuttgart em 1958 em uma família de músicos. Recebeu lições iniciais de piano, trompete, violoncelo e órgão. Depois de terminar o colegial, ele estudou regência em Düsseldorf e música protestante em Colônia. Ele recebeu impulsos decisivos de Herbert von Karajan, de quem foi assistente durante o Festival de Páscoa e Verão em Salzburgo, no início da década de 1980.
Em 1984 iniciou seu primeiro compromisso no Teatro Estadual de Darmstadt, sob o diretor geral de música Hans Drewanz. De 1992 a 1997, ele foi o primeiro regente e diretor geral de música do Teatro Hagen. De 1997 a 2001, seguiu a obrigação de ocupar o mesmo cargo no Teatro de Dortmund, onde conduziu várias estreias alemãs e duas estreias mundiais. Na temporada 2001/02, tornou-se diretor geral de música no Teatro Estadual de Oldenburg. Aqui ganhou atenção nacional para este teatro através de inúmeras estreias de ópera. Permaneceu nessa posição até o final da temporada 2008/09.
Rumpf fez aparições com renomadas orquestras de rádio e sinfonia alemãs e em casas de ópera conhecidas como a Ópera de Colônia e a Ópera Estatal de Hanover. Em 2002, estreou com "The Flying Dutchman" na Ópera Alemã de Berlim. Apresentações de convidados estrangeiros o levaram à Venezuela, a Taiwan e à Filarmônica da Morávia em Olomouc. Conduzia regularmente a BBC Symphony Orchestra London. Em novembro de 2004, "Le Grand Macabre", de Ligeti, fez sua estréia extremamente bem-sucedida nos EUA na San Francisco Opera. Na primavera de 2014, ele conduziu a nova produção da "Condessa Mariza" de Emmerich Kálmán no Volksoper de Viena."
De Rumpf existem gravações das óperas "Kneeling in Warsaw", de Gerhard Rosenfeld, "Macbeth", de Ernest Bloch e "Der arme Heinrich", de Hans Pfitzner. Além disso, ele lançou um CD com obras do maestro Albert Dietrich, orquestra da corte de Oldenburg, com a Orquestra Estadual de Oldenburg no rótulo cpo. Gravações dos shows realizados por Rumpf com o "War Requiem" de Britten, a "Mša Glagolskaja" de Janáček juntamente com o "Te Deum", de Bruckner, estão disponíveis como produções internas do Teatro Estatal de Oldenburgo. A produção de Innsbruck de “La Wally”, de Catalani, foi lançada em DVD pela gravadora Capriccio.
Para o semestre de inverno de 2015/16, Alexander Rumpf foi nomeado professor de regência na Universidade de Música e Dança de Colônia.